# Volodîmîrivka, Vilneansk
Volodîmîrivka (în ucraineană Володимирівка) este un sat în comuna Antonivka din raionul Vilneansk, regiunea Zaporijjea, Ucraina.

## Demografie
Componența lingvistică a localității Volodîmîrivka
     Ucraineană (92,49%)
     Rusă (5,78%)
     Română (1,16%)
Conform recensământului din 2001, majoritatea populației localității Volodîmîrivka era vorbitoare de ucraineană (92,49%), existând în minoritate și vorbitori de rusă (5,78%) și română (1,16%).